# 霍普強卡
49°23′17″N 25°54′13″E / 49.38806°N 25.90361°E
霍普強卡（烏克蘭語：Хоптянка），是烏克蘭的村落，位於該國西部捷爾諾波爾州，由捷尔诺波尔区負責管轄，始建於1870年，面積0.52平方公里，2001年人口156，人口密度每平方公里300人。